# Midnight Memories
Midnight Memories는 원 디렉션의 세번째 정규 음반으로, 2013년 발매되었다.